# Kazumasa Kawano
Kazumasa Kawano (河野 和正?, Kawano Kazumasa; Prefettura di Ōita, 7 novembre 1970) è un ex calciatore giapponese, di ruolo portiere.